# 香港浸會園

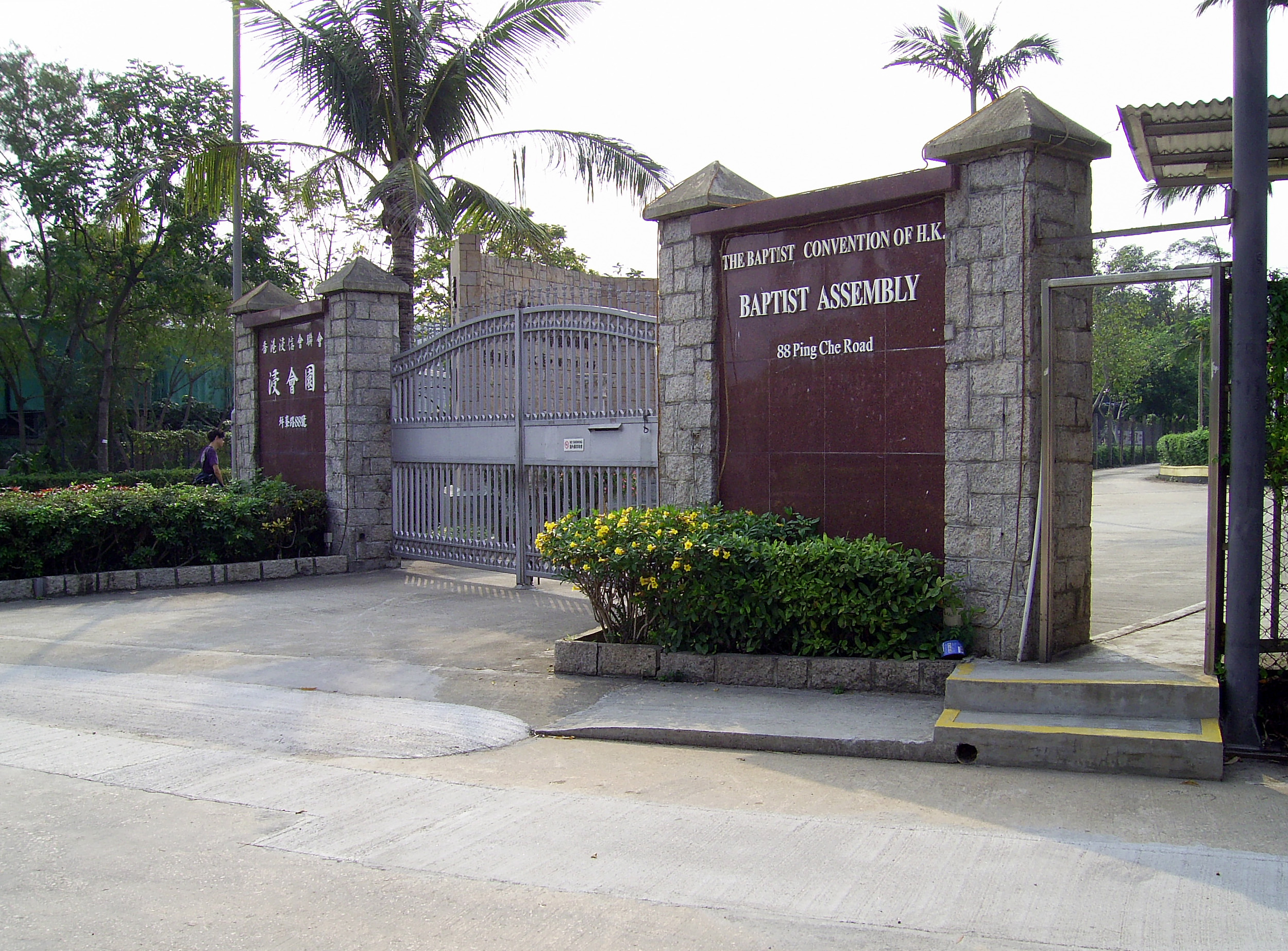
香港浸會園入口

粉嶺浸會園（英語：簡稱浸會園），是香港浸信會聯會轄下的一個宿營營地，位於香港新界北區粉嶺坪輋坪輋路88號，面積超過50萬平方呎，可容納約400名營友入住，於1965年啟用。

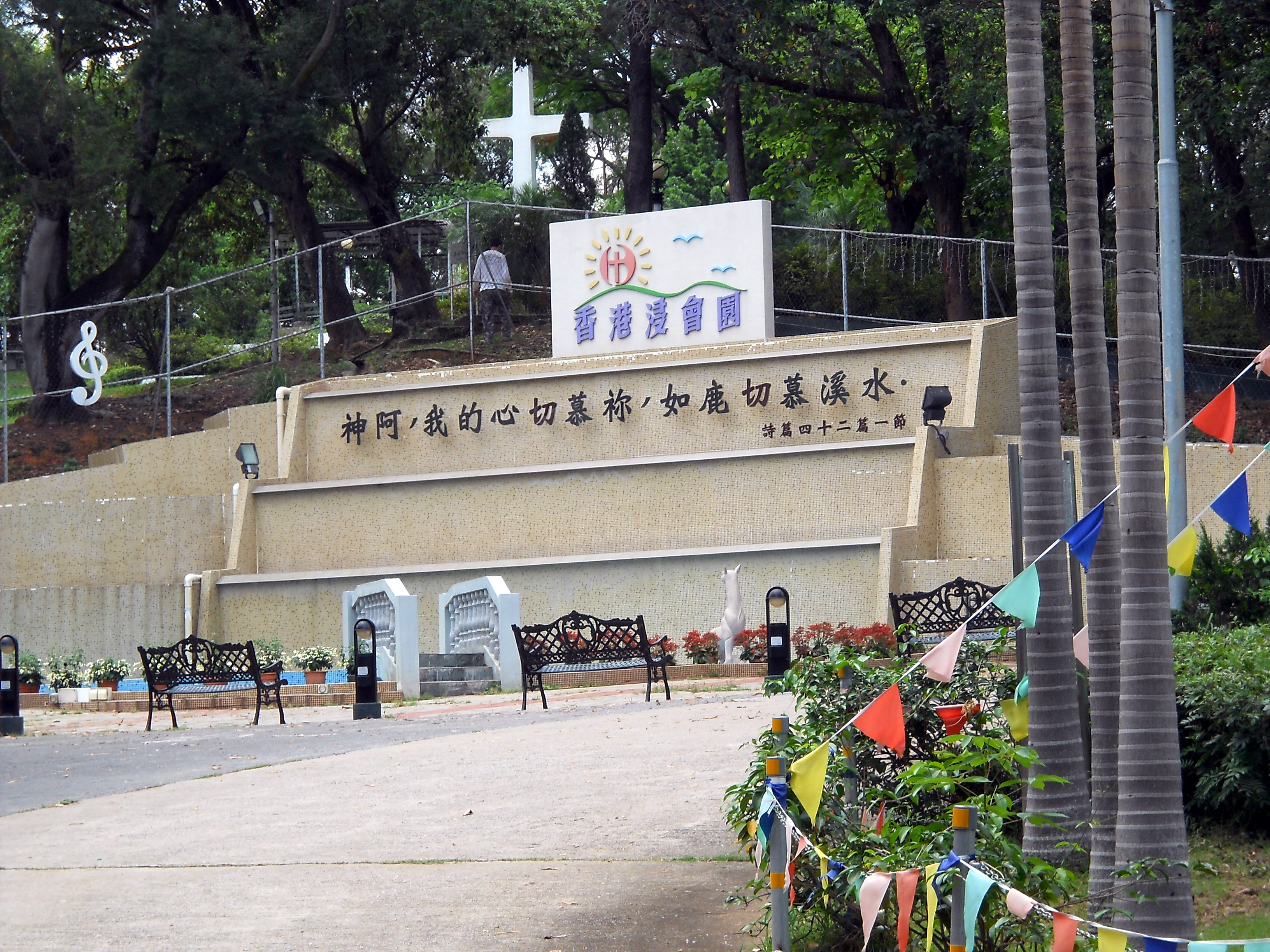
香港浸會園

## 外部連結
- 官方网站